# Bateria Artylerii KOP „Kleck”
Bateria Artylerii KOP „Kleck” (ba KOP „Kleck”) – pododdział artylerii Korpusu Ochrony Pogranicza.

## Historia baterii
Bateria sformowana została we wrześniu 1937, w Klecku, w pow. nieświeskim (woj. nowogródzkie), na podstawie rozkazu L.dz. 3591/tjn. Og. Org./37 dowódcy KOP z 26 sierpnia 1937. Pododdział w składzie dwóch działonów podporządkowany został dowódcy Pułku KOP „Snów”. Pod względem wyszkolenia podlegał dowódcy 9 Grupy Artylerii. Rok później na podstawie rozkazu L.dz. 3602/tjn. Og. Org./38 dowódcy KOP z 31 sierpnia 1938 dokonano zmian w organizacji jednostek artylerii KOP. Między innymi nowy etat otrzymała Bateria Artylerii „Kleck”.
Według organizacji pokojowej w baterii pełniło służbę 3 oficerów, 11 podoficerów zawodowych i nadterminowych, 59 szeregowców oraz 54 konie.
W kwietniu 1939 bateria wraz z Batalionem KOP „Słobódka” została zmobilizowana, przegrupowana do rejonu Augustowa i podporządkowana dowódcy SGO „Narew”.
Na początku kampanii wrześniowej bateria razem z 3 Pułkiem Piechoty KOP i Batalionem KOP „Sejny” wchodziła w skład Suwalskiej BK. Bezpośredniego udziału w działaniach wojennych nie brała. 9 września Zgrupowanie „Augustów” (3 pp KOP, bKOP „Sejny” i ba KOP „Kleck”) podporządkowane zostało dowódcy OK III. W nocy z 13 na 14 września bateria odjechała ze stacji Augustów do Małopolski Wschodniej. 17 września, wobec przecięcia szlaków prowadzących do Lwowa, bateria wyładowana została na linii kolejowej Sarny (pow. sarneński) - Kostopol (pow. kostopolski) w województwie wołyńskim. Po wyładowaniu weszła w skład dywizjonu artylerii improwizowanego w Ośrodku Zapasowym Artylerii Lekkiej Nr 3 w Prużanie. Dywizjonem dowodził mjr art. st. sp. Stefan Czernik. Następnie dywizjon podporządkowany został bezpośrednio dowódcy Grupy KOP gen. Orlik-Rückemanna. W składzie tej grupy bateria wzięła udział w bitwie pod Szackiem i Wytycznem.

## Obsada personalna baterii we wrześniu 1939
- dowódca – kpt. Zbigniew Józef Nowakowski
- oficer zwiadowczy – por. Michał Klepacki
- oficer ogniowy – por. Bronisław Matysiak